# 赤い矢
『赤い矢』（あかいや、Run of the Arrow）は1957年のアメリカ合衆国の西部劇映画。サミュエル・フラーが脚本、監督、プロデューサーを務め、ロッド・スタイガーなどが出演した。
南北戦争の終わりを舞台にしており、テクニカラーで撮影された。

## キャスト
| 役名                   | 俳優                   | 日本語吹替                               |
| 役名                   | 俳優                   | 東京12ch版                               |
| ---------------------- | ---------------------- | ---------------------------------------- |
| オマーラ               | ロッド・スタイガー     | 青野武                                   |
| モカシン               | サリタ・モンティエール | 平井道子                                 |
| クラーク大尉           | ブライアン・キース     | 和田文夫                                 |
| ブルー・バッファロー   | チャールズ・ブロンソン | 中庸助                                   |
| ドリスコル中尉         | ラルフ・ミーカー       |                                          |
| ウォーキング・コヨーテ | ジェイ・C・フリッペン  |                                          |
| アレン将軍             | ティム・マッコイ       |                                          |
| 不明 その他            |                        | 渡部猛 桑原毅 金子亜矢子 加藤修 田中康郎 |
|                        |                        |                                          |
| 演出                   | 演出                   | 小松亘弘                                 |
| 翻訳                   | 翻訳                   | 井場洋子                                 |
| 効果                   |                        |                                          |
| 調整                   |                        |                                          |
| 制作                   | 制作                   | 東北新社                                 |
| 解説                   |                        |                                          |
| 初回放送               | 初回放送               | 1971年7月27日 『火曜ロードショー』       |

## スタッフ
- 監督・製作・脚本：サミュエル・フラー
- 撮影：ジョセフ・F・バイロック
- 音楽：ヴィクター・ヤング